# برنیس موسبی
برنیس موسبی (انگلیسی: Bernice Mosby؛ زادهٔ ۱۴ فوریهٔ ۱۹۸۴) بازیکن بسکتبال اهل ایالات متحده آمریکا است.